# Стюарти з Аппіна

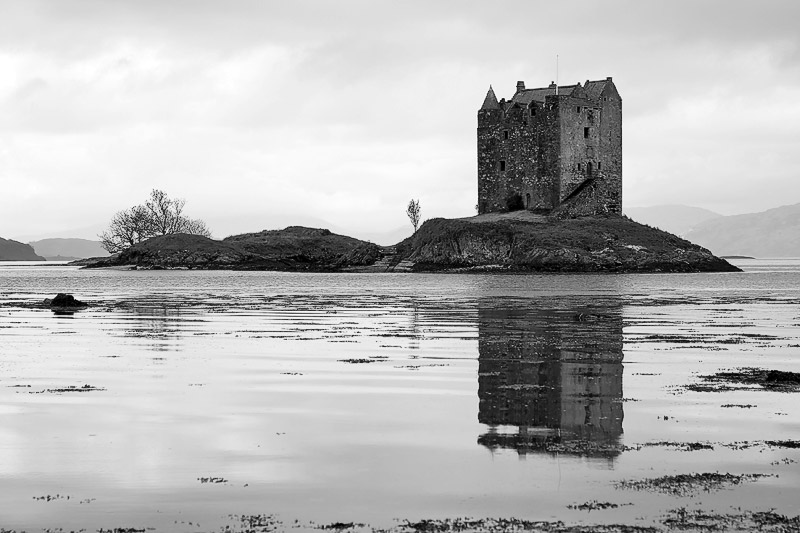
Замок Сталкер.

Прапор клану Стюартів з Аппіну, що був одночасно прапором повстання якобітів за незалежність Шотландії. Цей прапор майорів над шотландськими полками під час битви під Куллоден.

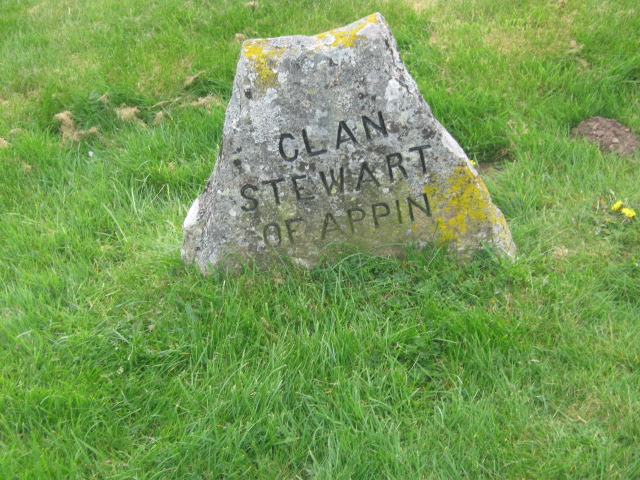
Пам'ятний знак воїнам клану Стюарт з Аппіна полеглим в битві під Куллоден.

Клан Стюарт з Аппіна - (шотл. – Clan Stewart of Appin) – один з кланів гірської Шотландії (Гайленд). Володіє землями в західній Шотландії. Є відгалуженням клану Стюарт, клан займав особливе місце серед кланів Шотландії з моменту свого створення у XV столітті. Вожді клану ведуть свій родовід від сера Джеймса Стюарта з Перстона - онука Олександра Стюарта, IV Верховного Стюарда Шотландії. Його двоюрідний брат Волтер Стюарт, VI розпорядник Шотландії одружився з Марджорі Брюс - дочкою короля Роберта Брюса, і їх син Роберт ІІ був першим королем з династії Стюартів. Стюарти з Аппіна є родичами королівської родини Шотландії.

## Історія клану Стюарт з Аппіна

### Походження
Клан Стюарти з Аппіна відомий також як клан Лоял (шотл. - Loyal Clan), виник як клан західного Гайленду і як гілка королівського клану Стюарт. Засновником клану вважається сер Джеймс Стюарт з Перстона - четвертий син сера Джона Стюарта з Бонкілла, онук Олександра Стюарта, IV Верховного Стюарда Шотландії. Сер Джеймс був дідом Джона Стюарта з Іннермета, що, одружившись з Ізабель НікДугалл Лорн (гельск. - NicDougall тобто з родуМакДугалл - MacDougall), став першим Стюарт лордом Лорн. Титул лорда Лорн передавався протягом ще 2 поколінь до сера Джона Стюарта -  ІІІ Стюарт лорда Лорн.
Земля Аппін розташована на шотландському Західному узбережжі між Бендерлохом (шотл. – Benderloch) на південь і протоки Баллачуліш на північ у сучасному Аргайлі. Сьогодні основними містами цієї землі є Порт-Аппін та Портнакройш. Обидва міста мальовничі і оточені лісами і водою. На заході є острови, включаючи острови Лісмор – володіння клану МакЛеа (шотл. – MacLea) і барона Бухулл (шотл. – Buchull) – хранителя Бухулл Мор (шотл. гельск. - Buchull Mhor) - посоха святого Молуага (гельск. – Moluag). У цих краях є безліч пам'яток давнини - у тому числі печери Ардшел (шотл. – Ardsheal), замок Сталкер та багато інших.

### XV століття
Історичні перекази говорять, що в 1445 році, повертаючись у свій замок Дунстаффнейдж (шотл. -  Dunstaffnage) з Кріфф, де клан мав великі стада худоби, сер Джон зустрів і закохався в дочку вождя клану МакЛарен з Ардвеха. Внаслідок цього роману у них народився син Дугалд, що став визначною особою клану Стюарт з Аппіна. Сер Джон Стюарт народився близько 1410, йому було 35, коли він зустрів свою другу дружину – перша його дружина померла.
Після смерті першої дружини сер Джон довгий час не міг укласти офіційний шлюб з другою дружиною і таким чином узаконити права свого сина. Нарешті всі перепони були подолані і в 1463 році була встановлена дата весілля. Весілля вирішили справити в замку Дунстаффнейдж. Але вороги сера Джона вирішили влаштувати змову і вбити лорда Лорн. Точно невідомо, хто брав участь у змові, але є версія, що до змови причетні були лорд Островів, що боровся за владу і трон Шотландії, хотів знищити потужну силу, що підтримувала короля в західній Шотландії.  Інші змовники, як вважається були: Колін Кемпбелл, лорд Аргайл, зять сера Джона, Алан МакКоул, нелегітимний онук вождя клану МакДугалл. Весілля наблизилось до замку і зупинилось в маленькій каплиці за 180 ярдів від замку. Тут на них напали змовники на чолі з Аланом МакКоул. Хоча змовників було більше і вони були краще озброєні, вони були розбиті. Але лорд Лорн був смертельно поранений. Сер Джон помираючи з останніх сил зайшов до каплиці і уклав шлюб з матір'ю Дугалда, щоб узаконити його право на володіння і титул лорда Лорн. Змовники в цей час захопили порожній замок. Після виконання обрядів сер Джон одразу помер. Дугалд зібрав своїх прихильників, зокрема клан МакЛарен і спробував звільнити замок, але марно. Потім Колін Кембелл, лорд Аргайл залучивши клан МакФарлан спробували домогти МакКоул в боротьбі за владу лорда Лорн. Вороги зітнулися в битві під Лек Доха (шотл. - Leac Dotha). Це була жорстока битва з величезними втратами.
Протягом наступних декількох років Дугалд, що втратив титул лорда Лорн через зраду свого дядька Волтера Стюарта і лорда Аргайл, але зберіг землі Аппін та Лісмор, зміцнив свою владу і зміцнив замок Сталкер на скелі Корморнант Рок на озері Лох Лайх. Клан Кемпбелл захопив землі навколо Аппін, регулярно нападав на них. У 1468 році, намагаючись остаточно знищити клан Стюарт з Аппіна, Колін Кемпбелл знову напав на землі клану. Алан МакКоул знову взяв участь у війні проти клану. Відбулась битва, яка ввійшла в історію як битва Сталк. У битві були величезні втарати з обох сторін, але Дугалд практично знищив всю військову міць клану МакФарлан, яка ніколи так і не відновилася, особисто вбив Алана МакКоул, здійснивши цим кровну помсту за свого батька. В результаті перемоги Дугалд утвердив свою владу в землях Аппін та околицях. Його владу і титули офіційно підтвердив король Джеймс ІІІ 14 квітня 1470 року.
У 1497 році люди з клану МакЛарен гнали худобу з Брес Локабер - з земель клану Макдональд з Кеппоха. Клан МакДональд наздогнав їх у місцині, що звалась Гленархі і  відбулася битва. Клан МакДональд переміг і повернув свою худобу. Однак клан МакЛарен потім отримав допомогу від Дугалда. Відбулась ще одна битва, під час якої Дугалд – вождь клану Стюарт з Аппіна та вождь клану МакДональд з Кеппоха були вбиті.

### XVII століття
Клан Стюарт з Аппіна під час громадянської війни на британських островах підтримав роялістів, підтримав Джеймса Грема ,І маркіза Монтроз в битві під Інверлохі (1645), в битві під Аулдерн (шотл. – Auldearn) і в битві під Кілсіт (шотл. – Kilsyth). Після того як Джеймс VII був повалений в 1688 році, клан Стюарт з Аппіна продовжував підтримувати  королівський дім Стюартів.

### XVIII століття
Клан Стюарт з Аппіна, природно, підтримав повстання якобітів і зібрав своїх воїнів для війни під час повстань якобітів і в 1715 році, і в 1745 році.  У битві при Каллоден в 1746 році клан Стюарт з Аппіна виставив свій полк – під час битви з цього полку було 92 вбитих і 65 поранених, загалом солдат в полку було 300. Після поразки Чарльз Стюарт з Ардшел змушений був тікати з Шотландії і решту життя провів у вигнанні в різних країнах Європи.